# 劉些寧
劉些寧（1996年10月23日—)，藝名Sally（韓語：샐리），中國大陸女歌手、舞者及演員，所属經紀公司為一起娛樂。曾為中國女子偶像組合硬糖少女303及韓國經紀公司Jellyfish娛樂旗下女子偶像組合gu9udan成員，隊內職務為副唱、副領舞及副Rapper。小時候學習街舞。2020年参加騰訊視頻偶像女團競演養成類真人秀節目《創造營2020》，並於最終排名獲得第6名，成為期間限定團體硬糖少女303成員。

## 生平經歷

### 早年
劉些寧出生於廣東省深圳市羅湖區。

### 2016年－2019年
主条目：gugudan § 經歷
韓國女團gu9udan成員身分出道
2016年6月16日，大韓民國經紀公司Jellyfish娛樂公開成員Sally個人概念照。6月28日，以女子音樂組合gu9udan 正式出道，發行首張迷你專輯《Act.1 The Little Mermaid 》，主打曲為《Wonderland》。

### 2020年－2021年
中國限定女團硬糖少女303成員身分成團
2020年5月2日，以中國經紀公司好好榜樣旗下藝人的身份參加騰訊視頻女團選拔節目《創造營2020》，並以首發成團位參與演唱了主題曲《你最最最重要》。 在第一期中獲得第一輪「最強舞擔」第2名，在第二期中獲得「首發成團位」之一，並於7月4日最終排名獲得第6名，總決賽以第六名的成績出道。
韓國女團gugudan組合解散
2020年12月30日，韓國所屬經紀公司Jellyfish娛樂發佈官方公告，旗下女團gugudan於12月31日起終止團體活動並解散。
2021年4月12日，一起娛樂官宣其成為旗下藝人。
2023年2月24日，Jellyfish娱乐宣布与刘些宁的专属合约到期不续约。

## 音樂作品

### 數位單曲
| 單曲 | 單曲資料                                                  | 曲目              |
| 1st  | 《留些綻放的時間》 - 發行日期：2020年2月21日 - 語言：國語 | 1. 留些綻放的時間 |

### 單曲
| 發行年份 | 日期    | 歌曲名稱         | 歌曲資料                             | 備註               |
| 2023年   | 2月8日  | 《城市Lady》     | - 作詞：郁采真 - 譜曲：郁采真/许冠豪 |                    |
| 2024年   | 3月14日 | 《念念可有回响》 | - 作詞：西子 - 譜曲：文舒音          | 电视剧《烈焰》插曲 |

### 創造營2020
| 發行日期      | 歌曲資料 | 備註   |
| 2020年5月2日  | 《Swish Swish》 - 歌曲說明：個人戰舞台 - 原唱:Katheryn Elizabeth Hudson                                                    | 第一期 |
| 2020年5月2日  | 《紅衣女孩》 - 歌曲說明：團體戰舞台 - 原唱者:Jessie J - 合作演唱者：康汐、劉雨露、潘小雪                                   | 第一期 |
| 2020年5月10日 | 《你最最最重要》 - 歌曲說明：節目官方主題曲 - 原創歌曲 - 合作演唱者：全體訓練生                                            | 第二期 |
| 2020年5月16日 | 《招牌動作》 - 歌曲說明：第一次公演 - 原唱者：蔡依林 - 合作演唱者：華承妍、李夢琦、李紫夢、王柯、徐藝洋、曾淑岩            | 第三期 |
| 2020年5月30日 | 《時候》 - 歌曲說明：第二次公演 - 原唱者：蘇運營 - 合作演唱者：姜貞羽、胡嘉欣、康汐、謝安然                                | 第五期 |
| 2020年6月7日  | 《騎上我心愛的小摩托》 - 歌曲说明：特別快閃舞台 - 原唱者：靜sir - 合作演唱者：姜貞羽、胡嘉欣、康汐、謝安然                 | 第六期 |
| 2020年6月21日 | 《每天起來唱一遍》 - 歌曲說明：第三次公演(合作舞台) - 原創歌曲 - 合作演唱者：朱主愛、王柯、許瀟晗、劉念 - 合作師兄：王大陸 | 第八期 |
| 2020年7月4日  | 《摩登天后 It's a Bomb》 - 歌曲說明：總決賽舞台I - 原創歌曲 - 合作演唱者：鄭乃馨、朱主愛、劉念、伍雅露、蘇芮琪、王柯、劉夢 | 第十期 |
| 2020年7月4日  | 《敢》 - 歌曲說明：總決賽舞台II - 編舞家:Parris Goebel - 合作演唱者：林君怡、劉夢、王柯、劉念、趙粵                        | 第十期 |
| 2020年7月4日  | 《Do You ?》 - 歌曲說明：總決賽舞台II(個人表演)                                                                            | 第十期 |

## 影視作品

### 电視劇／网络剧
| 首播年份 | 劇名               | 角色          | 傭註                    |
| 2019年   | 你好，對方辯友     | 李慧君(小恩)  |                         |
| 2022年   | 夜色倾心           | 洛青          | 网络剧                  |
| 2023年   | 长风渡             | 洛依水        | 客串：第14、34集出現    |
| 2023年   | 以爱为营           | 贝琳          | 客串：第15、29-30集出現 |
| 2023年   | 宁安如梦           | 沈芷衣        | 网络剧                  |
| 2024年   | 烈焰               | 貝兒          | 网络剧                  |
| 2024年   | 披荆斩棘的大小姐   | 罗爱莲        | 网络剧；特别演出        |
| 2024年   | 墨雨云间           | 姜若瑶        | 网络剧                  |
| 2024年   | 斗罗大陆之燃魂战   | 千仞雪        | 客串                    |
| 2025年   | 五福临门           | 寿华          |                         |
| 待播     | 慕先生，请按小说来 | 许智恩/沈米雅 | 网络剧                  |
| 待播     | 我的妈妈是校花     | 林续蕊        | 网络剧                  |
| 待播     | 云襄传之将进酒     | 慕容桀        |                         |
| 待播     | 一枕春华           | 莫子矜        | 网络剧                  |
| 待播     | 飞到我心上         | 阮思嫻        |                         |

### 固定綜藝
| 年份   | 日期                  | 電視台   | 節目名稱                  | 備註                               |
| 2019年 | 10月12日              | 騰訊視頻 | 《超新星全運會》第二季    | 運動員                             |
| 2023年 | 2月18日-3月11日       | 浙江卫视 | 《无限超越班》            | 插班生                             |
| 2023年 | 8月6日-10月21日       | 東方衛視 | 《开播！情景喜剧》第二季  | 参演了由张大大发起的《民国大都会》 |
| 2023年 | 11月15日-11月28日     | 爱奇艺   | 《100万个约定之宁安如梦》 |                                    |
| 2023年 | 12月23日-2024年2月3日 | 東方衛視 | 《极限挑战宝藏行》第四季  |                                    |
| 2024年 | 5月22日-8月8日        | 爱奇艺   | 《喜欢你我也是》5         | 观察员                             |
| 2025年 | 1月29日               | 芒果TV   | 《五福临门团综》          |                                    |

### 主持節目
| 年份   | 日期            | 電視台  | 節目名稱     | 性質     | 備註 |
| 2017年 | 3月23日-4月27日 | OnStyle | 《主持派對》 | 固定主持 |      |

## 畫報作品
| 年份 | 名稱               | 期數   | 備註             |
| 2017 | ARENA              | 11月刊 |                  |
| 2020 | 時尚芭莎           | 11月刊 |                  |
| 2020 | 精彩OK！           |        |                  |
| 2020 | SuperELLE 欣漾     |        | 與陳卓璇、張藝凡 |
| 2020 | THEICON            | 12月刊 | 與張藝凡         |
| 2021 | COSMOHits          | 3月刊  |                  |
| 2021 | MODEmagazine       | 8月刊  |                  |
| 2021 | Stream溯流         |        |                  |
| 2021 | 精品購物指南       |        |                  |
| 2021 | FireBible          |        |                  |
| 2022 | SENSE封面人物      |        | 與張藝凡         |
| 2022 | TheG視覺           |        |                  |
| 2022 | 勢界POWERCIRCLES   |        | 與張藝凡         |
| 2022 | CHiCBANANA香蕉街拍 |        |                  |
| 2022 | SPOTLⅰGHT聚光      | 9月刊  |                  |
| 2022 | POSHPOSH           |        |                  |
| 2022 | X–MANGO星芒        |        |                  |
| 2022 | 嘉人               |        |                  |
| 2022 | NYLON_CHINA        |        | 與孔雪兒         |
| 2023 | SUPER              |        |                  |
| 2023 | 搜狐時尚           |        |                  |
| 2024 | VanityTeen         |        |                  |
| 2025 | CHLC               |        |                  |
| 2025 | InStyle優家畫報    |        |                  |

## 公開活動

### 演唱會
| 年份 | 日期 | 地點 | 演唱會名稱 | 演唱曲目 | 備註 |
|      |      |      |            |          |      |

### 發佈會
| 年份 | 日期 | 地點 | 主題 | 備註 |
|      |      |      |      |      |

### 時尚盛典/頒獎典禮
| 年份   | 日期     | 播放平台 | 主題                     | 備註 |
| 2023年 | 2月25日  | 搜狐視頻 | 2022搜狐時尚盛典         |      |
| 2023年 | 4月8日   | 湖北衛視 | 首屆楚文化節開幕式       |      |
| 2023年 | 4月9日   | CCTV-6   | 中國電影大數據盛典       |      |
| 2023年 | 9月2日   |          | 第十八屆長春電影節       |      |
| 2023年 | 9月27日  | CCTV-6   | 第十屆絲綢之路國際電影節 |      |
| 2023年 | 11月25日 | 愛奇藝   | 2023愛奇藝尖叫之夜       |      |
| 2024年 | 11月16日 |          | 第三十七屆中國電影金雞獎 |      |

### 晚會
| 年份   | 日期     | 播放平台          | 主題                 | 備註 |
| 2023年 | 2月14日  | 抖音              | 抖音黑馬兩周年計劃   |      |
| 2023年 | 5月31日  | 騰訊視頻          | 京東20年晚八點歌會   |      |
| 2023年 | 8月22日  | 抖音              | 七夕限定直播星動歌會 |      |
| 2023年 | 11月10日 | 東方衛視          | 熠熠生輝閃耀之夜     |      |
| 2024年 | 2月3日   | 湖南衛視&東方衛視 | 2024網絡視聽盛典     |      |

### 见面会
| 年份   | 日期     | 地點     | 主題           | 備註               |
| 2023年 | 12月16日 | 杭州横店 | 宁安如梦答谢礼 | 与《宁安如梦》剧组 |

## 獎項
| 年份   | 日期    | 獎項名稱                | 結果 |
| 2017年 | 1月17日 | 第31屆金唱片大賞 新人賞 | 提名 |

## 註解
1. ↑  本名拼音用韓語發音。

## 外部連結
- 劉些寧的新浪微博
- 劉些寧的Instagram帳戶
- 劉些寧的哔哩哔哩个人空间
- 刘些宁的抖音账号
- 刘些宁的小红书账号
- 刘些宁的快手账号